# Simon McTavish
Simon Alexander Francois Bollinger McTavish (Oakville, 19 de julio de 1996) es un deportista canadiense que compite en piragüismo en la modalidad de aguas tranquilas. En los Juegos Panamericanos de 2023 obtuvo dos medallas, oro en K2 500 m y plata en K4 500 m.

## Palmarés internacional
| Juegos Panamericanos | Juegos Panamericanos | Juegos Panamericanos | Juegos Panamericanos |
| Año                  | Lugar                | Medalla              | Competición          |
| -------------------- | -------------------- | -------------------- | -------------------- |
| 2023                 | Santiago (Chile)     | Medalla de oro       | K2 500 m             |
| 2023                 | Santiago (Chile)     | Medalla de plata     | K4 500 m             |